# Sala (Gemeinde)
Koordinaten: 59° 55′ N, 16° 36′ O

Sala ist eine Gemeinde (schwedisch kommun) in der schwedischen Provinz Västmanlands län und den historischen Provinzen Västmanland und Uppland. Der Hauptort der Gemeinde ist Sala.

## Orte
- Möklinta
- Ransta
- Sala
- Salbohed
- Sätra brunn
- Kumla kyrkby
- Västerfärnebo